# Xylopia vielana
Xylopia vielana Pierre – gatunek rośliny z rodziny flaszowcowatych (Annonaceae Juss.). Występuje naturalnie w Kambodży, Wietnamie oraz południowo-wschodniej części Chin (w regionie autonomicznym Kuangsi).

## Morfologia
PokrójZimozielone drzewo dorastające do 20 m wysokości. Kora ma ciemnobrązową barwę. Młode pędy są owłosione.
LiścieMają kształt od owalnego do eliptycznego. Mierzą 3–17 cm długości oraz 1,5–3 szerokości. Są mniej lub bardziej owłosione. Nasada liścia jest tępa lub zaokrąglona. Wierzchołek jest tępy lub krótko spiczasty. Ogonek liściowy jest czasami owłosiony i dorasta do 4–8 mm długości.
KwiatySą pojedyncze. Rozwijają się w kątach pędów. Wydzielają zapach, Dorastają do 20 mm średnicy. Działki kielicha są omszone od zewnątrz, mają owalny kształt i dorastają do 4 mm długości. Płatki są omszone. Płatki zewnętrzne dorastają do 15 mm długości, natomiast wewnętrzne mają liniowo lancetowaty kształt i dorastają do 14 mm długości. Słupków są owłosione, mierzą 4 mm długości.
OwoceMają podłużny kształt. Osiągają 2,5–3,5 cm długości oraz 1 cm średnicy.

## Biologia i ekologia
Rośnie w lasach. Występuje na wysokości do 700 m n.p.m. Kwitnie od marca do czerwca, natomiast owoce pojawiają się od czerwca do października.